# Belga
Pour les articles homonymes, voir Belga (homonymie).
L'agence Belga, dont la raison sociale officielle est Belga News Agency, est une agence de presse belge et est le fournisseur principal d’actualité des médias belges. Belga livre ses informations 24 heures sur 24 et 7 jours sur 7 en Belgique et à l’étranger, dans tous les domaines : politique, économie, affaires sociales, finance, sport, culture et faits divers.
Via BelgaBox, les journalistes et photographes de presse produisent quotidiennement des centaines de photos et de dépêches, des dizaines d’informations en ligne, de bulletins audio et vidéo et ce, dans deux des trois langues nationales (français et néerlandais).

## Histoire
Jusqu'en 1920, l'agence Havas opérait à Bruxelles un bureau d'informations couvrant la Belgique. Mais après la Première Guerre mondiale, le Roi des Belges a voulu que le pays se dote d'une agence nationale.
Belga a été cofondée le 20 août 1920 par un juriste et économiste, Pierre-Marie Olivier et un ingénieur, Maurice Travailleur, avec cinq millions de francs apportés par 234 compagnies, essentiellement des sociétés industrielles mais pas de groupes de médias, et 11 particuliers. L'ensemble de la presse belge sera actionnaire à partir de 1948 via un statut de coopérative.
Le 1er janvier 1921, l'agence diffuse ses premières dépêches : 45 journaux sont alors abonnés ainsi que seize banques, neuf entreprises commerciales et le gouvernement belge. Maurice Travailleur qui avait été en 1900 l'un des cofondateurs et administrateurs de la Compagnie de télégraphie sans fil, une société anonyme faisant office de filiale belge de Marconi, assuma la présidence de Belga jusqu'en 1947. Avant la guerre, il avait travaillé avec les Allemands dans les technologies radios avancées, ce qui plaçait la Belgique en position de force par rapport à Havas.
Dès 1944, la rédaction travaille en français et néerlandais et un service sportif est lancé. En 1970, l'agence de presse nationale se dote de deux services linguistiques: l'un francophone, l'autre néerlandophone.
Depuis la fin des années 1990, Belga a diversifié ses activités vers l'internet, les dépêches ciblées, les SMS, le WAP, la photo, l'audio et la vidéo (pour internet).
Leader en Belgique, elle fonctionne 24 h/24 chaque jour de l'année et compte une centaine de membres. Ses bureaux, anciennement situés à Schaerbeek, rue Frédéric Pelletier 8B, ont été déménagés le 11 décembre 2014 dans le centre-ville de Bruxelles, quai aux Pierres de Taille 29.